# Досије пеликан
Досије пеликан (енгл. The Pelican Brief) је филм из 1993. који је режирао Алан Џ. Пакула. У главним улогама су: Дензел Вошингтон и Џулија Робертс.
Студенткиња права пише правни извештај и открива заверу, доводећи себе и друге у опасност. Открива да је Камел, професионални убица, убио двојицу судија Врховног суда САД. Када сазна да је њена теорија тачна, нападају је насилници.

## Радња
Студент права Дерби Шо истражује чињенице о убиству двојице чланова Врховног суда САД у архивама и саставља своју верзију о томе ко би могао бити умешан у овај злочин – „Досије пеликан”. Материјале садржане у овом досијеу студенткиње, њен професор и љубавник, који се диви аналитичком таленту своје ученице, преноси свом пријатељу, консултанту ФБИ. Након тога, професоров ауто је дигнут у ваздух, кад само пуком срећом Дарби није била у његовом ауту. Прави лов почиње. Покрећу се замршени закулисни механизми, који воде у ходнике „Беле куће”, да униште експонирани досије и људе који знају превише.
У потрази за излазом, Дарби контактира утицајног новинара Греја Грантама и саопштава му садржај свог досијеа. Испоставило се да случај има дубоку историју, повезану са нафтом и корупцијом. Нити ове приче сежу до „Беле куће”.

## Улоге
| Глумац           | Улога           |
| ---------------- | --------------- |
| Дензел Вошингтон | Греј Грантам    |
| Џулија Робертс   | Дарби Шо        |
| Тони Голдвин     | Флечер Коул     |
| Стенли Тучи      | Камел Сем       |
| Сем Шепард       | Томас Калахан   |
| Џон Херд         | Гавин Верхик    |
| Џејмс Сикинг     | Ф. Дентон Војлс |
| Вилијам Атертон  | Боб Мински      |
| Роберт Калп      | председник      |
| Џон Литгоу       | Смит Кин        |
| Хјум Кронин      | Розенберг       |
| Ралф Косам       | Џенсен          |

## Зарада
- Зарада у САД - 100.768.056 $
- Зарада у иностранству - 94.500.000 $
- Зарада у свету - 195.268.056 $